# Torneo de Ecuador 2017
El Ecuador Open Quito 2017 fue un torneo de tenis que perteneció a la ATP en la categoría de ATP World Tour 250. Fue la 3.ª edición del torneo y se disputó del 6 al 12 de febrero de 2017 sobre la superficie de tierra batida en el Club Jacarandá Cumbayá. Fue el primer torneo de esta temporada que se disputó sobre esta superficie.

## Distribución de puntos
| Modalidad            | Campeón | Finalista | Semifinales | Cuartos de final | 2ª ronda | 1ª ronda | Clasificados | 2ª ronda de clasificación | 1ª ronda de clasificación |
| Individual masculino | 250     | 165       | 100         | 50               | 25       | 0        | 13           | 7                         | 0                         |
| Dobles masculino     | 250     | 150       | 90          | 45               | 20       | 0        | -            | -                         | -                         |

## Cabezas de serie

### Individuales masculino
| Tenista             | Ranking | Preclasificado |
| Ivo Karlović        | 19      | 1              |
| Albert Ramos        | 30      | 2              |
| Paolo Lorenzi       | 43      | 3              |
| Thomaz Bellucci     | 67      | 4              |
| Alexandr Dolgopolov | 69      | 5              |
| Horacio Zeballos    | 72      | 6              |
| Thiago Monteiro     | 86      | 7              |
| Renzo Olivo         | 88      | 8              |

- Ranking del 30 de enero de 2017

### Dobles masculino
| Tenista                         | Ranking | Preclasificado |
| Santiago González David Marrero | 95      | 1              |
| Julio Peralta Horacio Zeballos  | 95      | 2              |
| Nicholas Monroe Artem Sitak     | 102     | 3              |
| Guillermo Durán Andrés Molteni  | 111     | 4              |

## Campeones

### Individual masculino
Víctor Estrella venció a  Paolo Lorenzi por 6-7(2), 7-5, 7-6(6)

### Dobles masculino
James Cerretani /  Philipp Oswald vencieron a  Julio Peralta /  Horacio Zeballos por 6-3, 2-1, ret.